# Gallinago imperialis
Gallinago imperialis là một loài chim trong họ Scolopacidae.
Loài dẽ giun này cư trú sinh sản ở vùng Andes. Trong một thế kỷ loài này đã được biết đến chỉ từ hai mẫu vật thu thập được gần Bogotá, Colombia, và đã là đã tuyệt chủng, nhưng nó đã được tái phát hiện tại Peru vào năm 1967 và Ecuador vào năm 1988. Người ta không rõ loài này có di cư hay không.